# Heinz Neitzel
Heinz Neitzel (* 6. November 1938 in Bublitz, Kreis Köslin) ist ein deutscher Klassischer Philologe.

## Leben
Heinz Neitzel, der Sohn eines Angestellten, besuchte das Katharineum zu Lübeck und studierte ab 1958 Klassische Philologie an den Universitäten zu Hamburg und Marburg. Nach dem Staatsexamen (1965) und der Promotion zum Dr. phil. (1967) war er von 1967 bis 1970 Wissenschaftlicher Mitarbeiter beim Thesaurus Linguae Graecae, wo er insbesondere am Lexikon des frühgriechischen Epos mitarbeitete. Anschließend ging er an die Universität Bonn, wo er sich 1973 habilitierte. 1977 wurde er zum außerplanmäßigen Professor ernannt, 1980 zum C3-Professor. Am 30. April 2002 trat er in den Ruhestand.
Neitzel beschäftigte sich hauptsächlich mit der griechischen Dichtung. Seine Forschungsschwerpunkte waren das frühgriechische Epos und die attische Tragödie.

## Schriften (Auswahl)
- Die dramatische Funktion der Chorlieder in den Tragödien des Euripides. Hamburg 1967 (Dissertation)
- Homer-Rezeption bei Hesiod. Interpretation ausgewählter Passagen. Bonn 1975 (Habilitationsschrift, ursprünglicher Titel: Die Rezeption der homerischen Sprache in der archaischen und klassischen griechischen Dichtung)
- Die Stichomythie zwischen Klytaimestra und Agamemnon (Aischylos, ‘Agamemnon’ 931–943). In: Rheinisches Museum für Philologie. Band 120 (1977), S. 193–208
- Hesiod und die lügenden Musen. Zur Interpretation von Theogonie 27f. In: Hermes. Band 109 (1980), S. 387–401
- pathei mathos – Leitwort der aischyleischen Tragödie? In: Gymnasium. Band 87 (1980), S. 283–293
- Prolog und Spiel in der Euripideischen Iphigenie in Aulis. In: Philologus. Band 131 (1987), S. 185–223
- Zu Aischylos, Agam. 1275–1278. In: Rheinisches Museum für Philologie. Band 133 (1990), S. 108–114
- Zur Reinigung des Orest in Aischylos’ „Eumeniden“. In: Würzburger Jahrbücher für die Altertumswissenschaft. Neue Folge. Band 17 (1991), S. 69–89